# Ökomone
Als Ökomone (Einzahl Ökomon) oder Ökochemikalien werden Stoffe bezeichnet, die von Tieren oder Pflanzen ausgeschieden werden und die in einem Ökosystem zwischen Individuen einer Art oder zwischen Individuen verschiedener Arten wirksam sind. Sie bringen dem Absender oder dem Empfänger Vorteil.
Als Stoff, der ökologisch bedeutsame Information überträgt, ist ein Ökomon ein semiochemischer Stoff.
Zu den Ökomonen zählen folgende Stoffgruppen:
- Pheromone
- Allomone
- Kairomone
- die für die Allelopathie verantwortlichen Allelochemikalien
- Phytoalexine

Zu den Ökomonen zählen auch solche Toxine und Inhibitoren, die für den Produzenten selbst keinen Vorteil haben.